# Adityapatna
Adityapatna is een census town in het district Tumkur van de Indiase staat Karnataka. 

## Demografie
Volgens de Indiase volkstelling van 2001 wonen er 4.236 mensen in Adityapatna, waarvan 51% mannelijk en 49% vrouwelijk is. De plaats heeft een alfabetiseringsgraad van 3.494 personen. 